# Auguste Prasch-Grevenberg

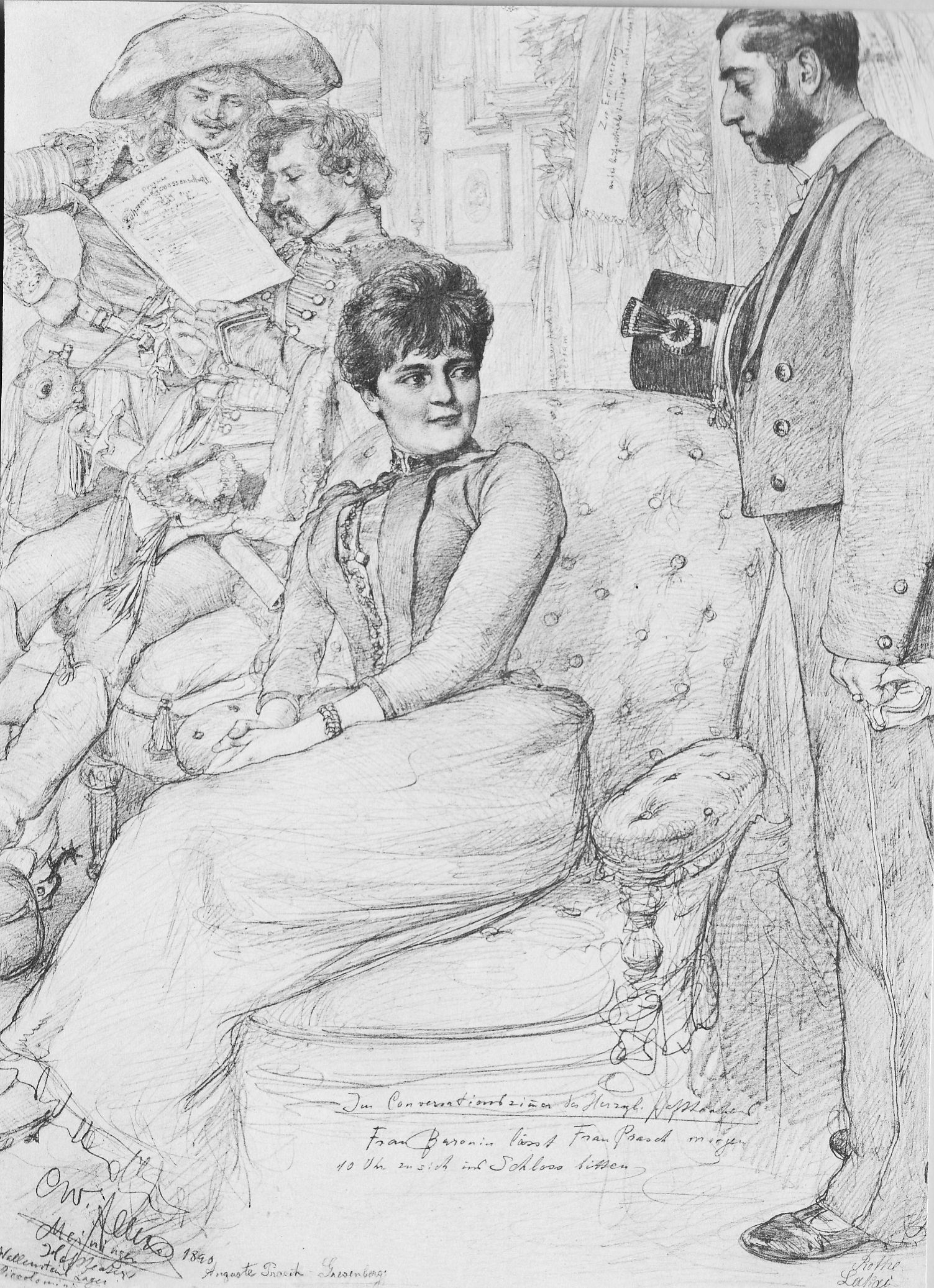
Auguste Prasch-Grevenberg no Teatro da Corte de Meiningen, 1890.

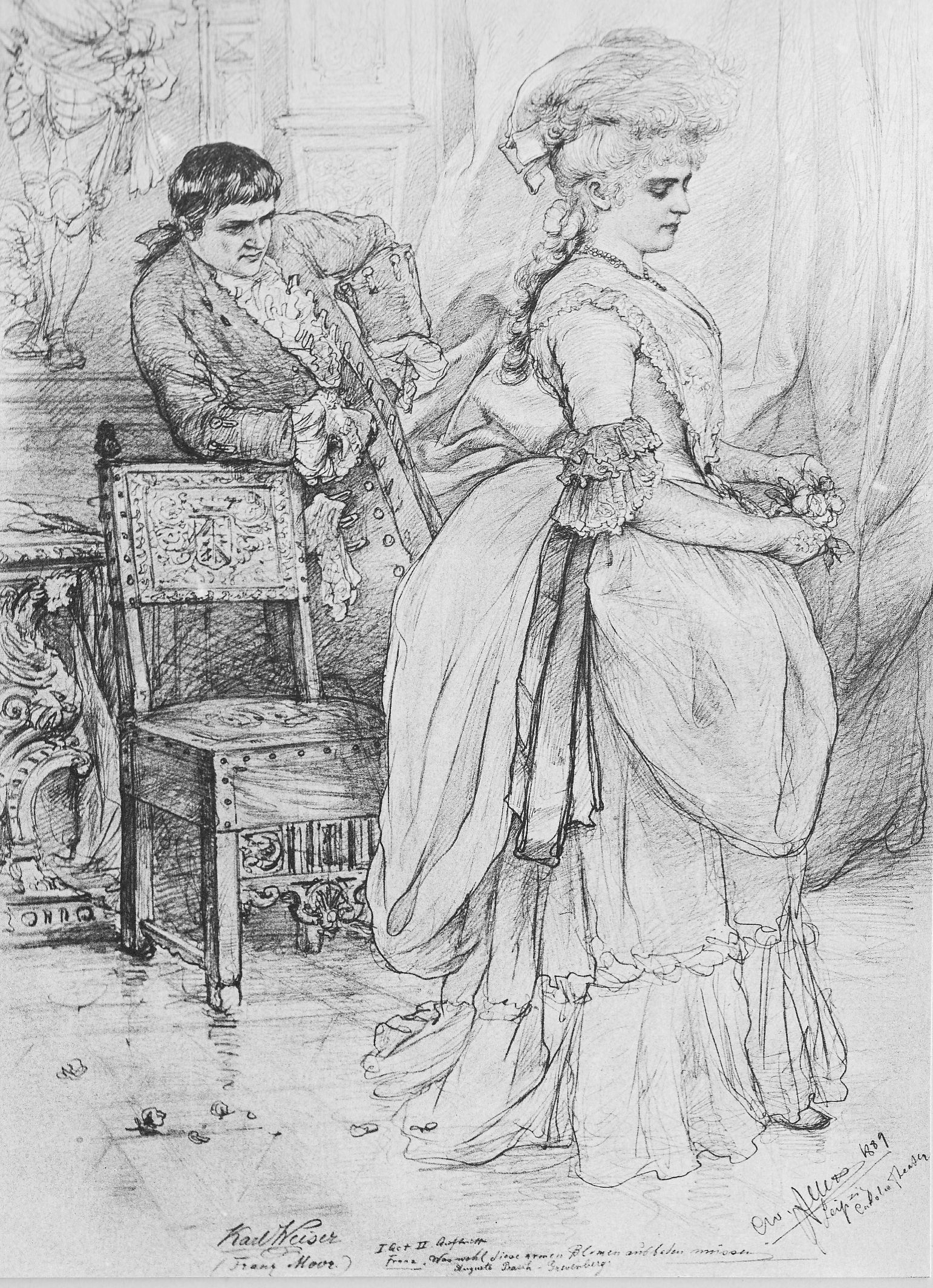
Os atores Karl Weiser (1848-1913) e Auguste Prasch-Grevenberg em Die Räuber, no Teatro da Corte de Meiningen.

Auguste Prasch-Grevenberg (Darmstadt, 22 de agosto de 1854 –  Weimar, 14 de dezembro de 1945) foi uma atriz alemã de cinema e teatro.
Nascida Auguste Johanna Philippone Grevenberg, na cidade de  Darmstadt, Hesse, em 1854, morreu em Weimar, na Turíngia,  em 1945, aos 91 anos de idade.

## Filmografia selecionada
- The Plague of Florence (1919)
- A Woman's Revenge (1921)
- Wandering Souls (1921)
- Die Asphaltrose (1922)
- Die Buddenbrooks (1923)
- Pique Dame (1927)
- Heimweh (1927)
- Queen Louise (1927–28)
- The Saint and Her Fool (1928)
- The Old Fritz (1928)
- Waterloo (1929)
- Das unsterbliche Herz (1939)